# 6228 Yonezawa
6228 Yonezawa este un asteroid din centura principală de asteroizi.

## Descriere
6228 Yonezawa este un asteroid din centura principală de asteroizi. A fost descoperit pe 17 ianuarie 1982 la Tokai de Toshimasa Furuta. El prezintă o orbită caracterizată de o semiaxă mare de 2,69 ua, o excentricitate de 0,11 și o înclinație de 14,4° în raport cu ecliptica.